# 니시카와촌 (후쿠오카현)
니시카와촌(西川村)은 일본 후쿠오카현 구라테군에 있던 촌이다. 현재의 구라테정의 일부에 해당한다.